# Källmo

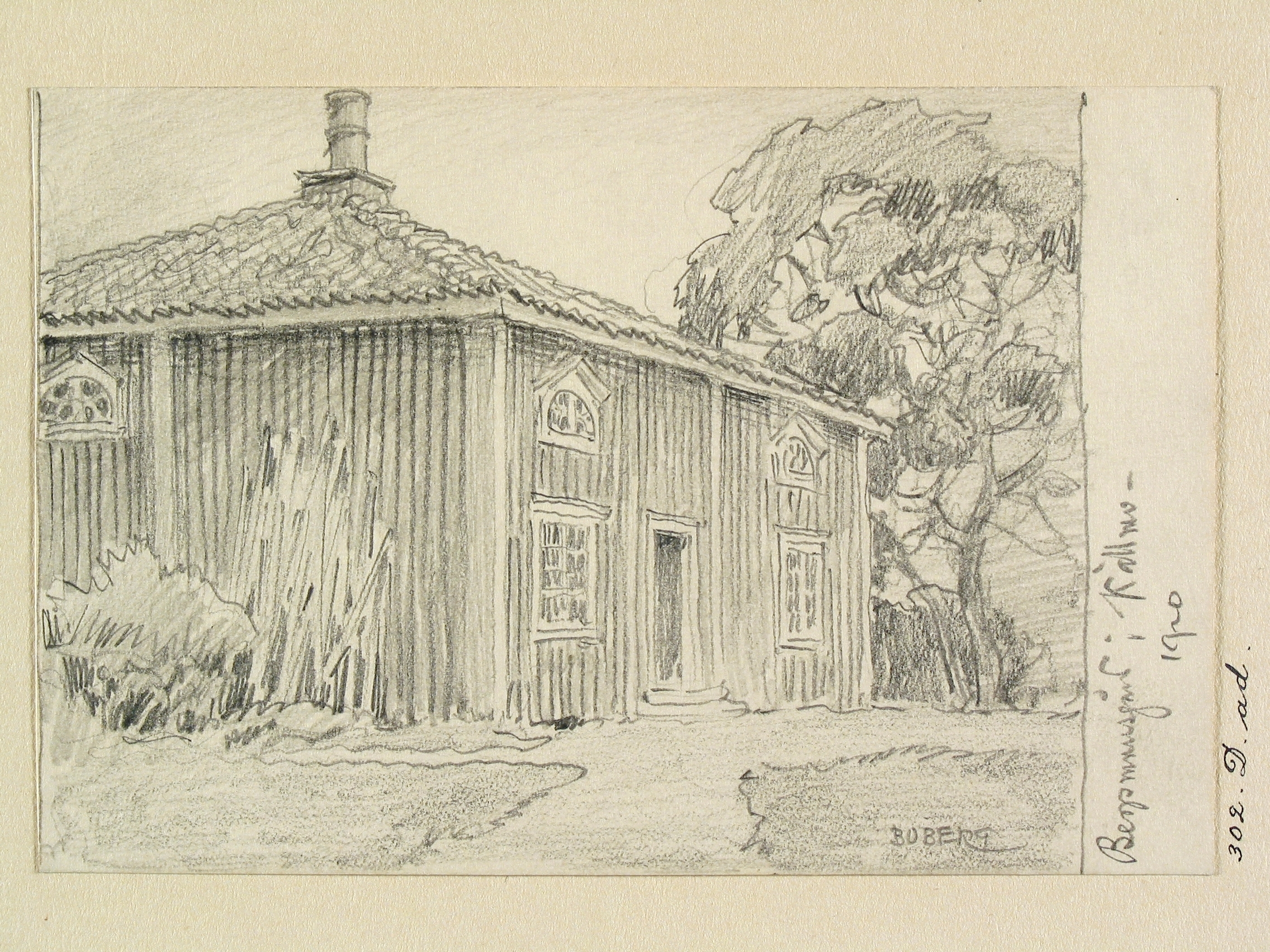
Bergsmansgård i Källmo, teckning av Ferdinand Boberg.

Källmo är en by i Karlskoga kommun och före detta tingsställe i Karlskoga härad. Källmo är beläget norr om Gälleråsen.  
Källmo var häradets ursprungliga tingsplats efter det att tinget upphörde att ambulera. Där finns även ett häradshäkte från år 1805. Häradsrätten flyttades 1880 till Karlskoga kyrkby och några år därefter till tingshuset Karlshall vid nuvarande Karlskoga konsthall.   